# فن جديد

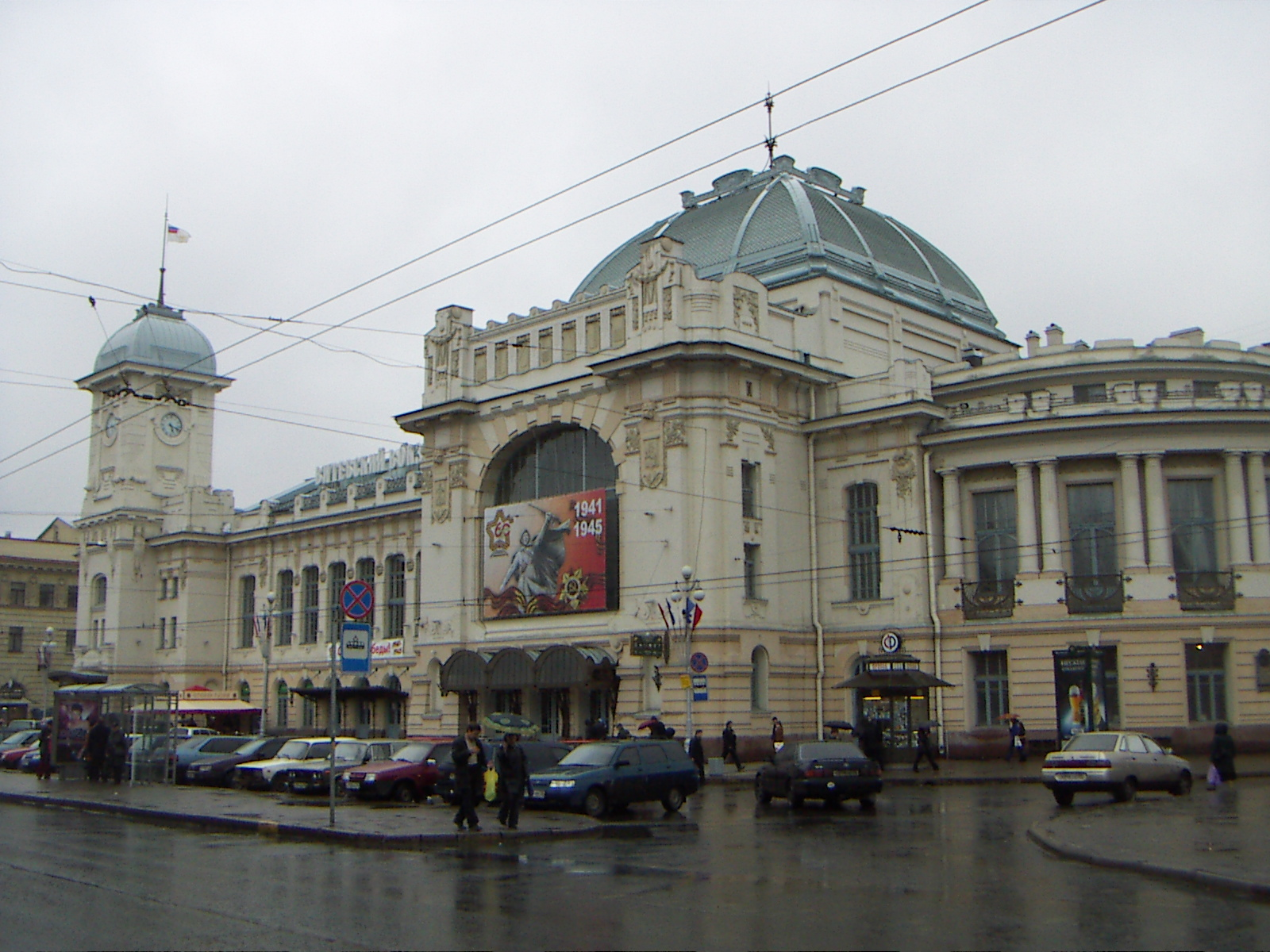
أحد الأمثلة على تعميم الفن

الفن الجديد ، ترجمة للمصطلح (بالفرنسية: Art Nouveau أغ نوڤو)، مصطلح يشار به إلى أسلوبُ دوليُ مِنْ الفَنِّ والهندسة المعماريةِ والتصميمِ الذي بَلغ ذروة شعبيته في فترة الحداثة الفييناوية في مطلع القرن العشرين (1880-1914) ويتمَيَّزُ بتصميماته المتُجَدَّدِة جداً، المتَدَفُّقة، وتصميمات ذات خطوط منحنية وأشكال الأزهار والأشكال المستوحاة من النباتات.
و اسم الأرت نوفو اشتقَّ مِنْ اسمِ محل في باريس، بيت الفن الحديث، في ذلك الوقت والذي كان يديره سيغفريد بنج، والذي قام بعرض أعمالَ استلهمتْ من هذه المعالجةِ في التَصميم.
الأرت نوفو حركة أثرت بشدّة على الفنانين والمعماريين والتي تتطورت لاحقاً في حركةِ ال(دي ستيل) (مِنْ 1880-1905) ومدرسة الباوهاوس الألمانية (أوائِل ثلاثيناتِ العشريناتِ).على خلاف الطرز الأخرى مِنْ التصميمِ، فأن الأرت نوفو كَانَ مُستَنَدَ واسعَ بما فيه الكفاية للإحاطة بكُلّ مناحى الحياة: فكان من الممكن العَيْش في بيتِ أرت نوفو بأثاثِ أرت نوفو، من فضيّات، وآنية فخارية، الخ.
الطراز الذي قدّمَه بنج لم يلاق نجاحاً فورياً في باريس لكن بسرعة انتشارَ إلى نانسي وإلى بلجيكا (خصوصاً بروكسل) حيث فيكتور هورتا وهنري فان دي فيلدي قدّما مساهماتَ رئيسيةَ في مجال الهندسة المعماريةِ والتصميمِ. وفي الأرت نوفو البريطانيِ شهد تطوّرَ أكثر للحركةِ في مجالات الحِرَفَ والفنونَ. وكان المركز الأكثر أهميةً في بريطانيا غلاسكو بما أبدعه تشارلز رينيه ماكينتوش.
و مع المحددات المحليةً بالنسبة لتلك الظاهرةِ وبالوعي الذاتي الراديكالي، ومحاولة جعل القوالب أكثر أناقة تشكّلتْ بدايات الطرز المعاصرة (مودرنيزم) في القرن العشرون تَتضمّنُ (جوكنت ستيل) في ألمانيا، النمسا والعديد مِنْ البلدانِ الأخرى، أودا بولسكا (' بولندا الصغيرة ') طراز في بولندا، أَو السكونفيرك في الدنمارك، والانفصالية في فينا، حيث الفنانون والمصممون الباحثون عن التقدم أرادوا انفصالا مِنْ معارضِ الصالونِ السائدةِ لعَرْض أعمالِهم الخاصِة بطريقة أكثرِ نسابة مع البيئة المحيطةِ ً.
في إسبانيا، الحركة تمُركزتْ في برشلونة وكَانتْ معروفة بالموديرنيزم، مَع المُصمّمِ أنتوني جاودى كالممارس الأكثر بروزاً. الأرت نوفو أيضاً ظهرت بقوة في أوروبا الوسطى وأوروبا الشرقية، بتأثيرِ ألفونس موتشا في براغ ومورافيا (جزء من جمهورية التّشيك الحديثة) ولاتفية (ريغا، عاصمة لاتفيا، التي تستضيف أكثر من 800 مبنى للأرت نوفو).
المداخل إلى قطار الأنفاق في باريسِ التي صممها هيكتور جويمارت في 1899 1900 أمثلةَ مشهورةَ مِنْ الأرت نوفوِ في باريس.

## التسمية
استخدم مصلح آرت نوفو لأول مرة في ثمانينيات القرن التاسع عشر في صحيفة بلجيكية تسمى لارت موديرني لوصف عمل ليه فينغت، وهم عشرون رسامًا ونحاتًا بحثوا عن الإصلاح من خلال الفن. اشتهر المصطلح بفضل مايزون دو لارت نوفو («بيت الفن الجديد»)، وهو معرض للفنون افتتح في باريس عام 1895، من قبل تاجر الفن الألماني الفرنسي صموئيل بينغ. ففي بريطانيا، كان مصطلح الآرت نوفو الفرنسي الأصل شائع الاستخدام بينما كان يسمى في فرنسا الأسلوب المعاصر (ما يماثل المصطلح البريطاني)، أو ما يسمى أسلوب 1900. كان يسمى في فرنسا أحيانًا، أسلوب جولز فيرني (تيمنًا بجولز فيرني)، وأسلوب ميترو (تيمنًا بمداخل مترو الأنفاق المصنوعة من الحديد والزجاج لهيكتور غيمارد) وفن الحقبة الجميلة وفن نهاية القرن.
يرتبط الآرت نوفو، ولكنه ليس متطابقًا، مع الأساليب التي ظهرت في العديد من البلدان في أوروبا في نفس الوقت تقريبًا. غالبًا ما تستخدم أسماؤهم المحلية في بلدانهم لوصف الحركة بأكملها.

## تاريخ الأرت نوفو
بَلغَ الأرت نوفو الذروة في السَنَواتِ 1892 إلى 1902. فواحدة من أوّل صورِ الأرت نوفو يُمْكِن أَنْ تُوْجَدَ في قلعةِ روقيتيلات (فرنسا). أعادَ (فيوليت لو دك) القلعة في 1850، بالرغم من أنَّه كَانَ أكثر أعجاباً بأَنْ يصمم على طراز الإحياء القوطي.
التحركات الأولى ل«حركةِ» الأرت نوفو يُمْكِنُ أَنْ تميزها في فترة 1880، في حفنة من التصاميمِ التقدمّيةِ مثل المصممِ المعمارى آرثر ماكموردو عند تصميمه غطاءِ كتابِ لمقالتِه على كنائسِ مدينةَ السّيرِ كرستوفر ورين، نَشرَ في 1883. بَعْض أشغال الحديد المطاوعِ الأنسيابية مِنْ 1880 s يُمْكِنُ أَنْ تكُونَ مُقَدَّمة أيضاً، أَو بَعْض المنسوجِات ذات التصميمات (المشجّرة)، والتي كانت ذات تأثير تحفيزى في أنماطِ التصميمِ الفيكتوريِ العاليِ.
أعلى المراحل في تطورِ الأرت نوفو كَانتْ في المعرض العالمي في 1900 في باريس، التي فيها انتصرَ ' الطراز المعاصر ' في كُلّ الأوساط.و من المحتمل أن يكون وَصلَ لأوجَه، على أية حال، كان هناك أيضاً المعرض الدولي لفن الزخرفة الحديثة في 1902 في تورين، إيطاليا، حيث قام بالعرض فيه مصممون مِنْ تقريباً كُلّ البلاد الأوروبية والتي أزدهر بها الأرت نوفو.
الأرت نوفو استعملَ العديد مِنْ الاختراعات التقنيةِ أواخر القرن التاسع عشرِ، خصوصاً الاستعمال الواسع للحديدِ المكشوفِ والكبيرِ، وقِطَعَ الزجاج المشكّلة بدون انتظام في المعمار. وذلك مع بدايةِ الحرب العالمية الأولى، على أية حال، طبيعة الطرز الغنية في تصميمِات الأرت نوفو —و التي كانت مكلفة جداً في أنتاجها —بَدأَ يصب في مصلحة العصرانيةِ المستقيمةِ الأكثرِ كفاءةً والتي كَانتْ أرخصَ في التكلفة وجعل الأفكار تَكُونُ أكثر إخلاصاً للجمال الصناعيِ البسيطِ الذي أصبحَ نواة فيما بعد لطراز الآرت ديكو.

## الملامح الشخصية لطراز الأرت نوفو
الديناميكيا، والأشكال المتَمَوُّجة، والخطوط المتَدَفُّقة، وبالأقواس المختلفة، والخطوط ذات الإيقاعاتِ المتغيرةِ، كونتَ مُعظم شخصية الأرت نوفوِ. الميزّة الأخرى استعمالُ القطوع الزائدةِ والقطوع المكافئةِ. لتبدو القوالب التقليدية كأنما دبت فيها الحياة ونمت من أشكال النباتات.
ولأنها كانت حركة فَنِّية لَها صلاتُ مَع ما قَبْلَ الريفالتيس والحركة الرمزية، وفنانون مثل أوبري بيرتسلى، ألفونس موتشا، إدوارد برن جونز، غوستاف كليمت، وجان توورب والذي يُمكنُ أَنْ يصنّفَ في أكثر مِنْ واحدة من هذه الطرز. على خلاف اللوح الرمزية، على أية حال، فالأرت نوفو لَهُ نظرة بصرية مُتميّزة؛ وعلى خلاف حركةِ الفنونِ والحِرَفِ خلفيةِ المظهرِ (بالرغم من أنّهم ما كَانوا خلفيَين على الإطلاق)، استعملَ فناني الأرت نوفو وبسرعة موادَ جديدةَ، سطوح مميكنة، والتجريدية ووظًفوها في خدمةِ التصميمِ.

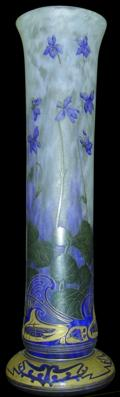
زهرية مِن قِبل داوم (c. 1900)
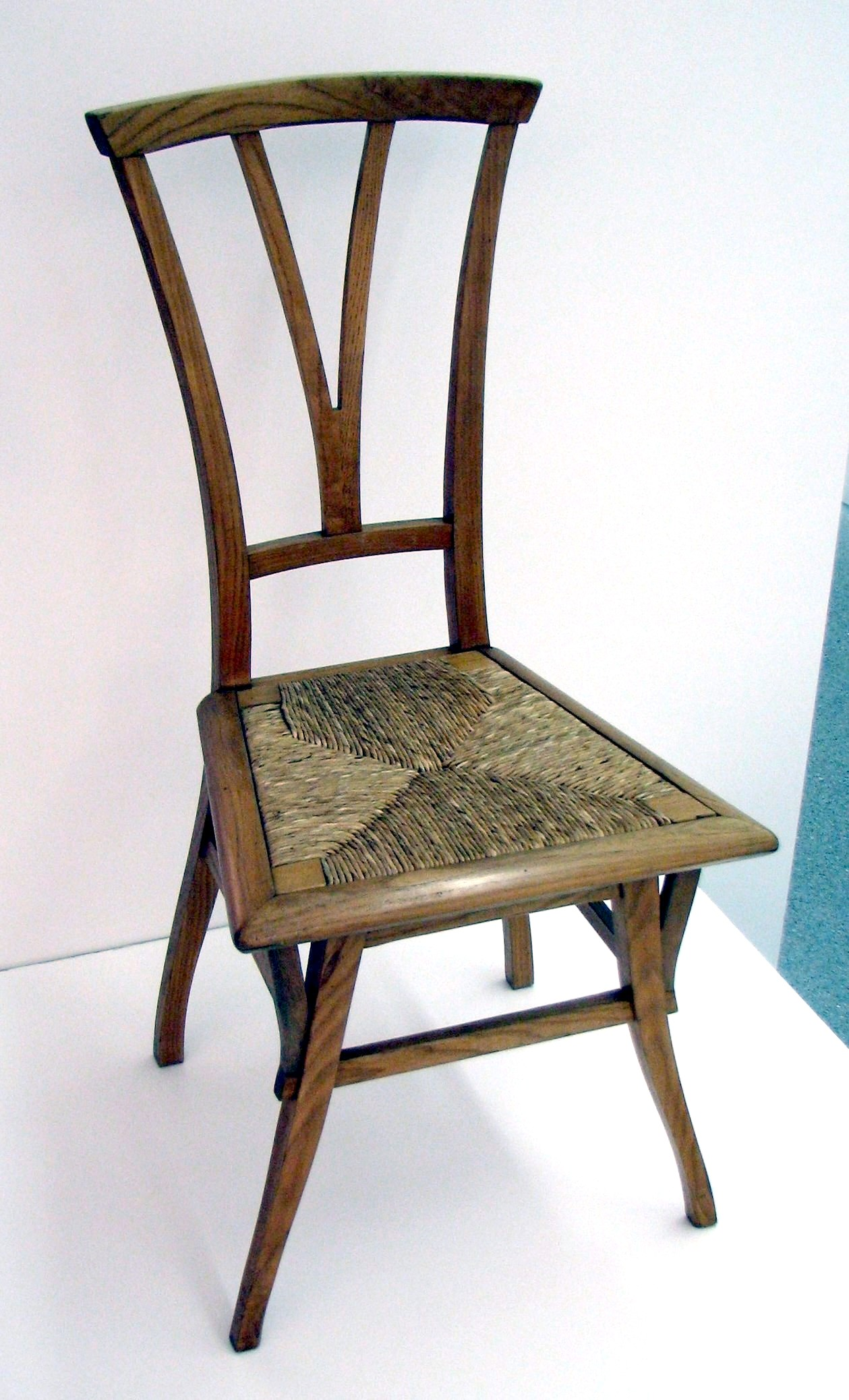
الكرسي صمّمَ مِن قِبل هنري فان دي فيلدي لبيتِه "بلومنويرف" ببروكسل.
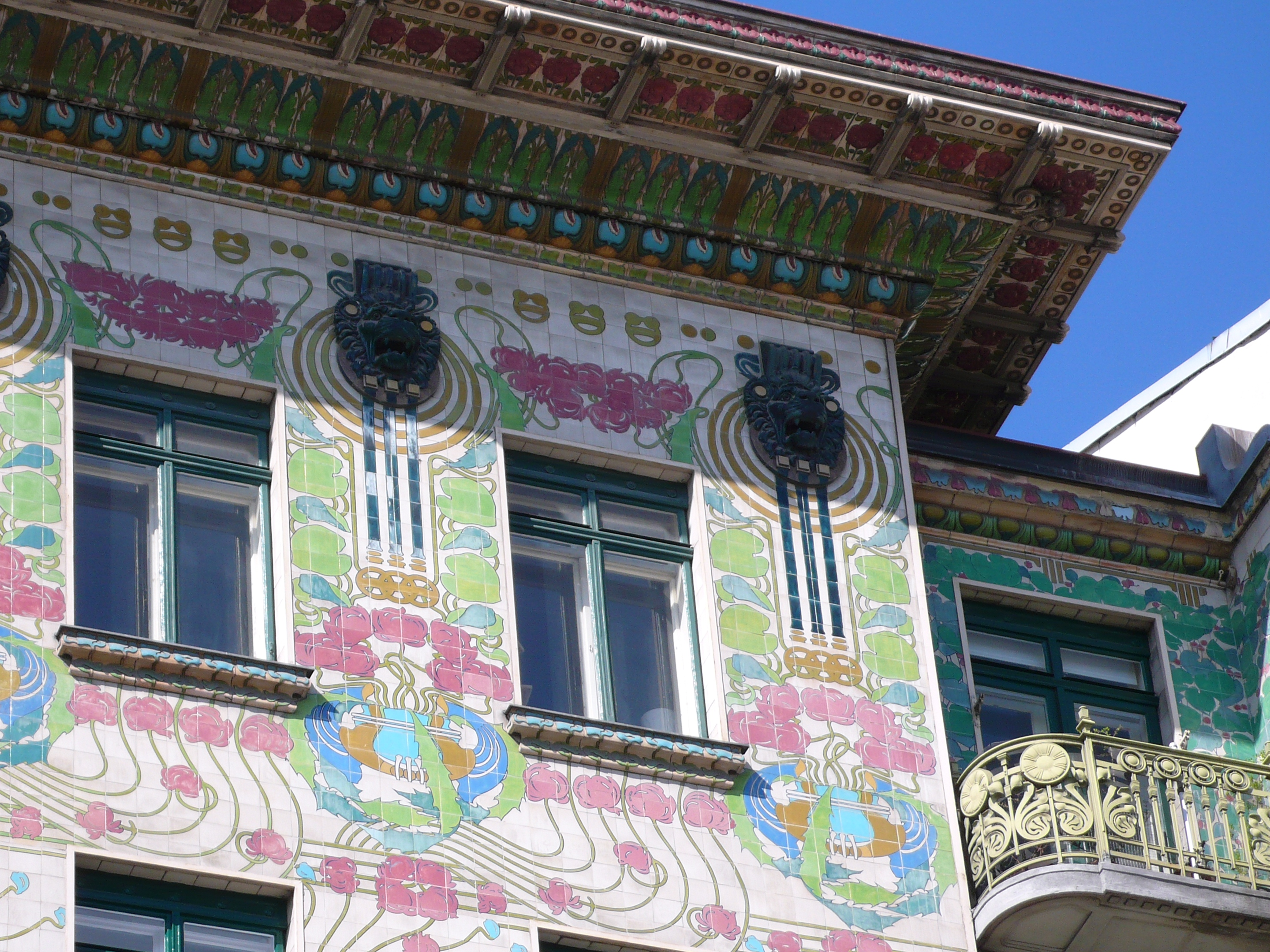
"ماجوليكاهاوس" مِن قِبل أوتو واجنر

## المجال الجغرافي للأرت نوفو

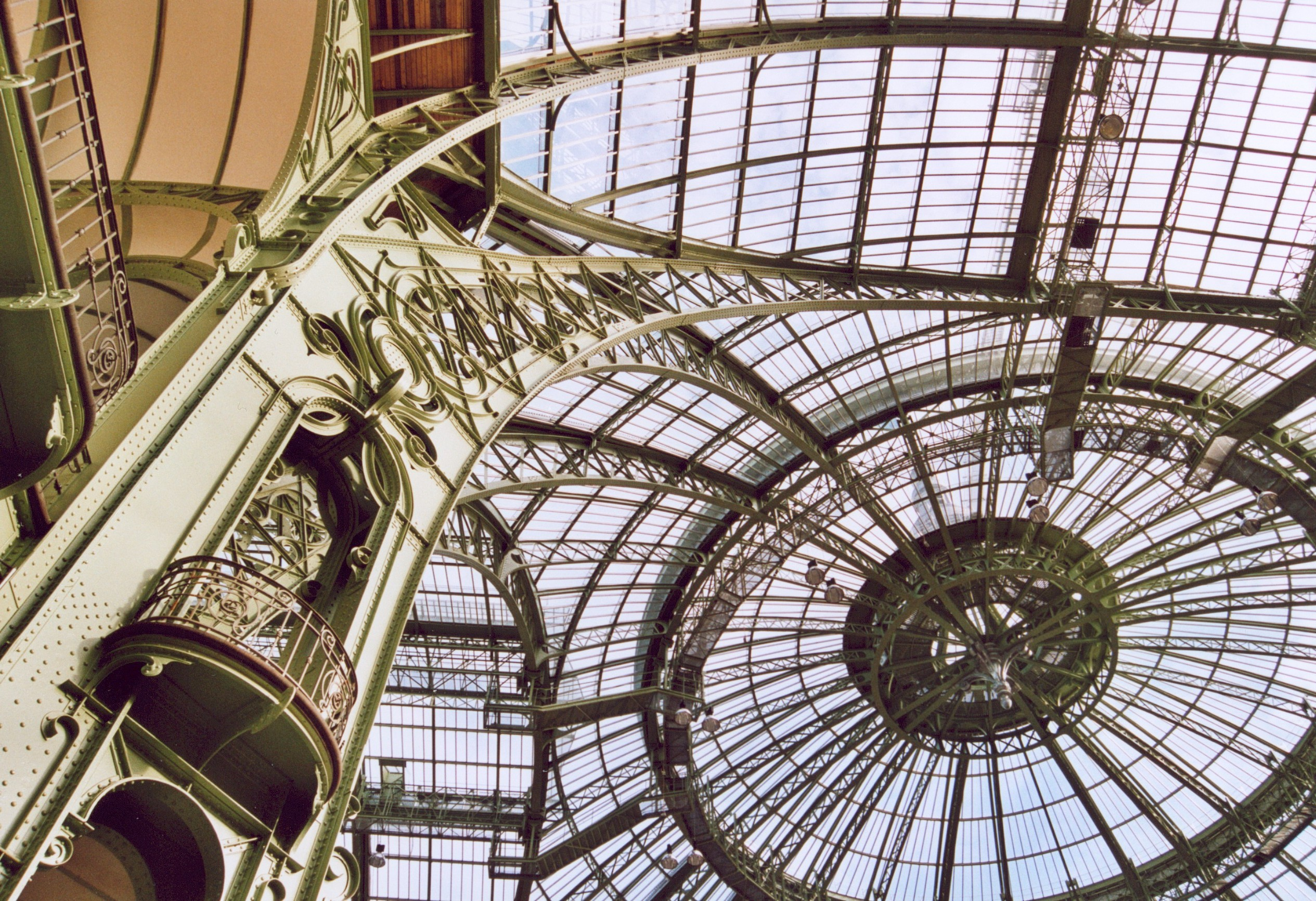
جراند باليه-باريس-داخلى

| - أمستردام  | - برشلونة | - بلغراد        | - برلين       |
| - براتسلافا | - بروكسل  | - بودابست       | - بوينس آيرس  |
| - شيكاغو    | - غلاسكو  | - هاغن          | - حربين       |
| - لاهاي     | - هافانا  | - هلسنكي        | - كييف        |
| - لوبيانا   | - لندن    | - ميلان         | - موسكو       |
| - ميونخ     | - نانسي   | - مدينة نيويورك | - باريس       |
| - براغ      | - ريغا    | - روما          | - سان بطرسبرغ |
| - تبليسي    | - فينا    | - زغرب          |               |

## أبرز ممارسى الأرت نوفو

### في العمارة

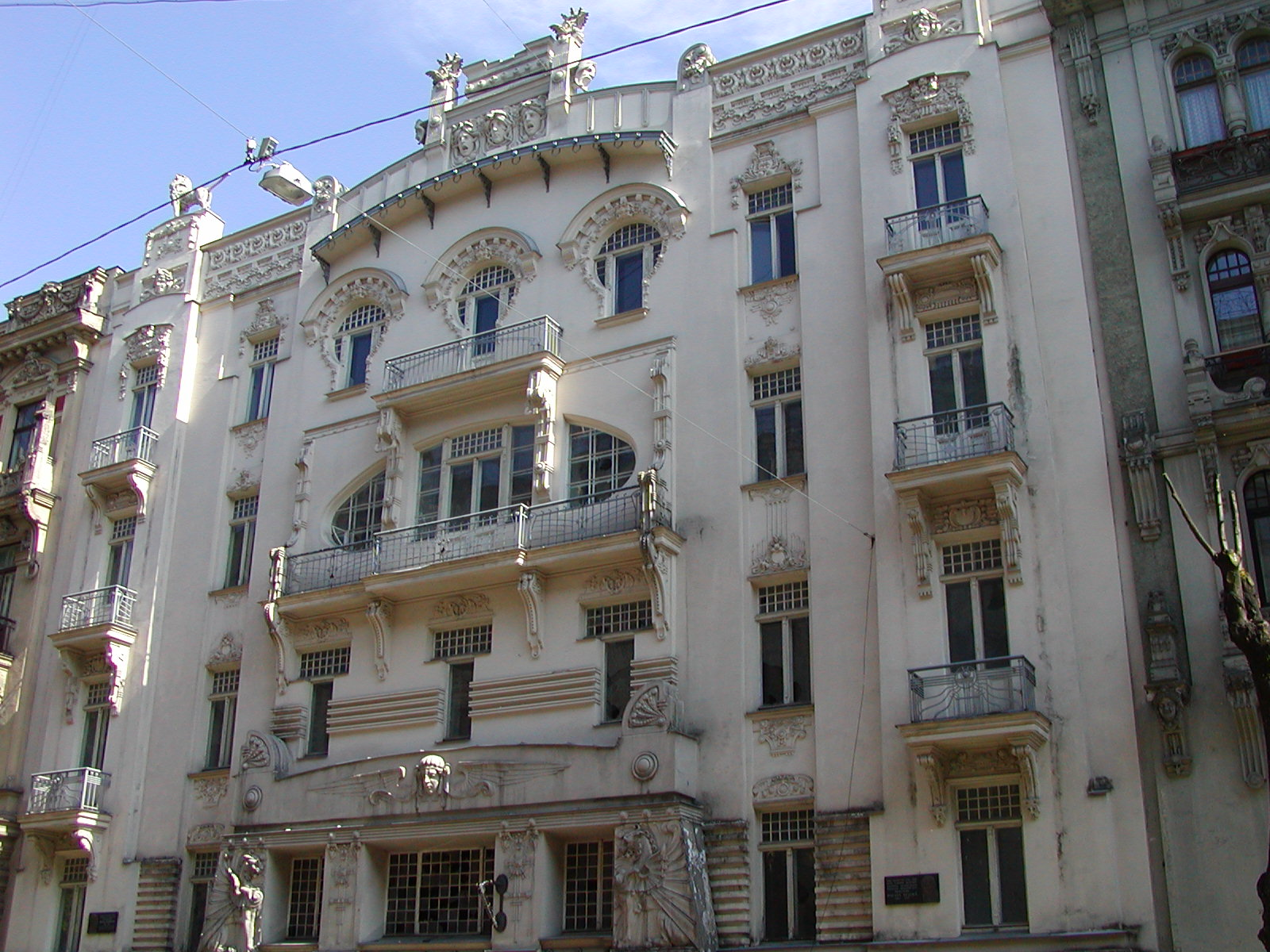
بناية في ريغا مِن قِبل ميخائيل أيستشتاين
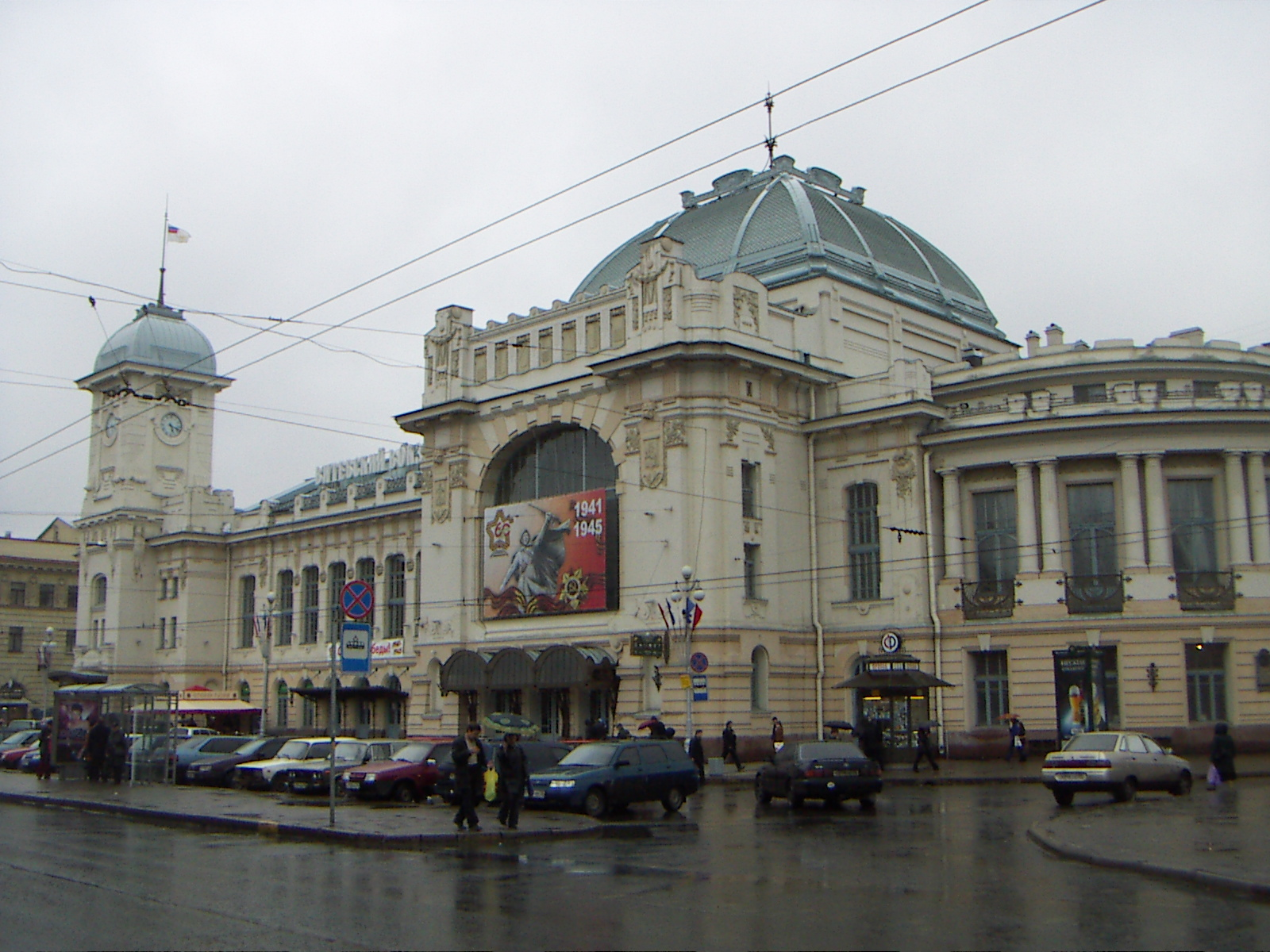
محطة سكة فيتبسكاى في سان بطرسبرغ
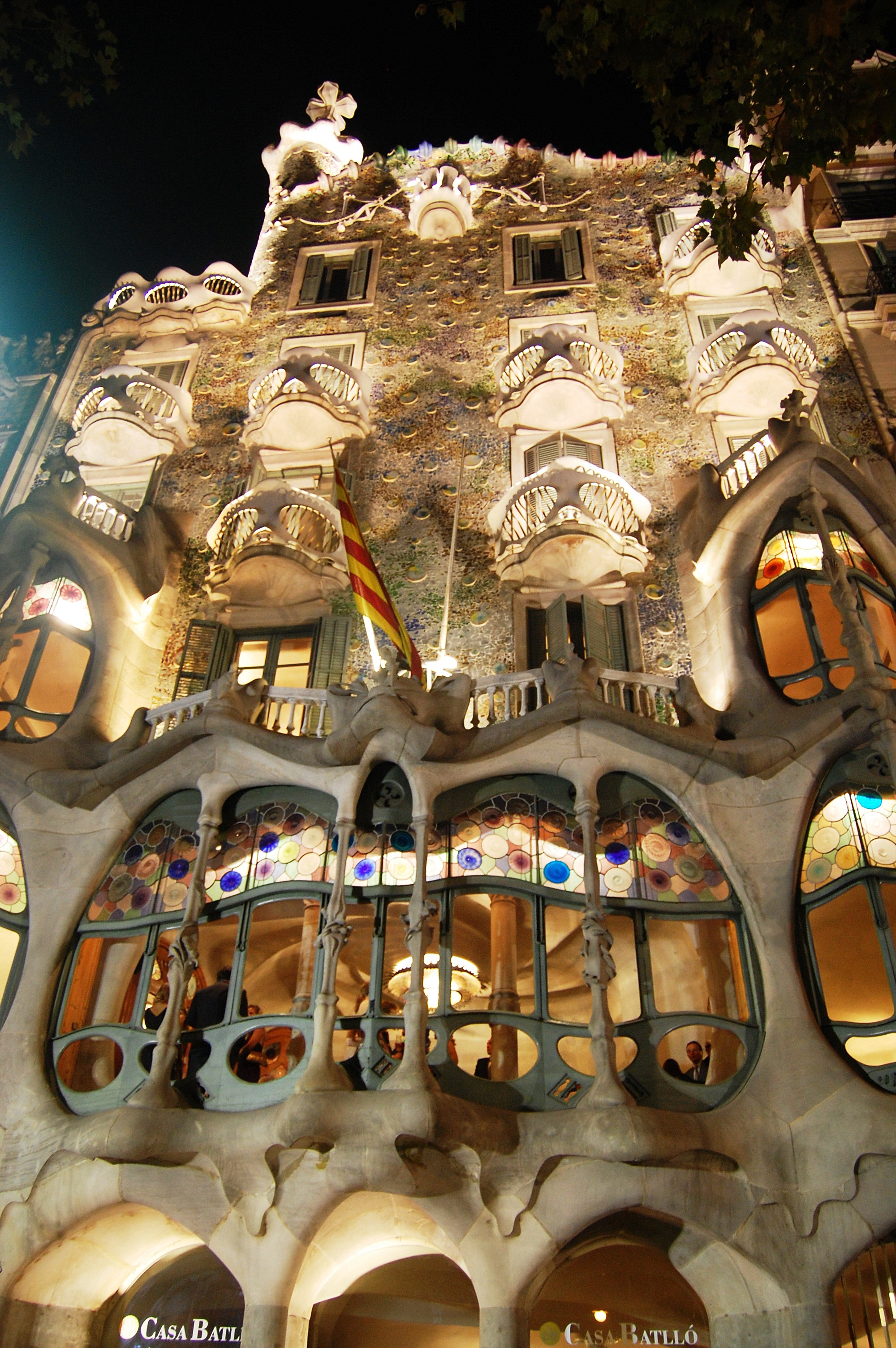
منزل باتللو في برشلونة
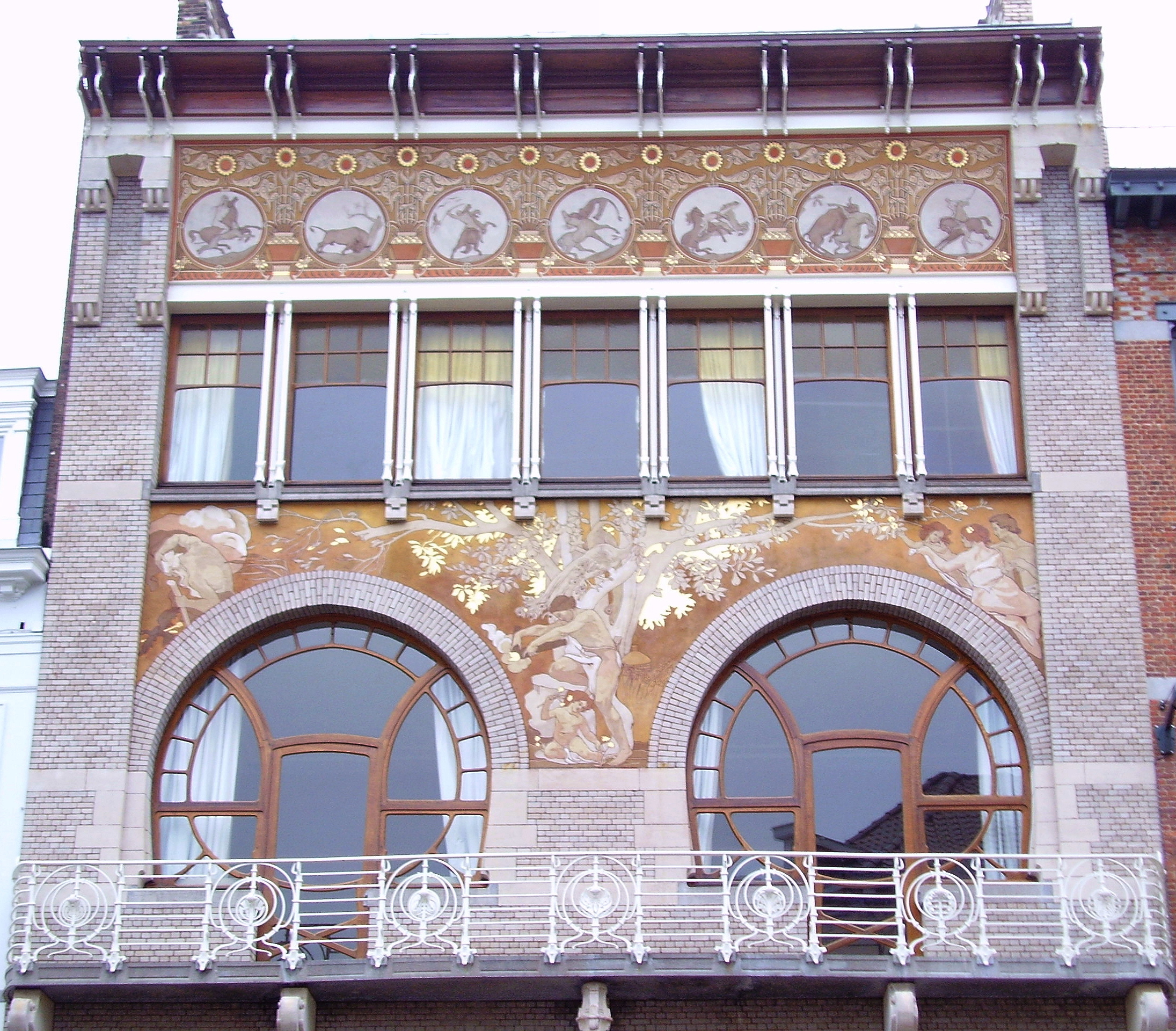
فندق سيمبرلانى في بروكسل مِن قِبل بول هانكر
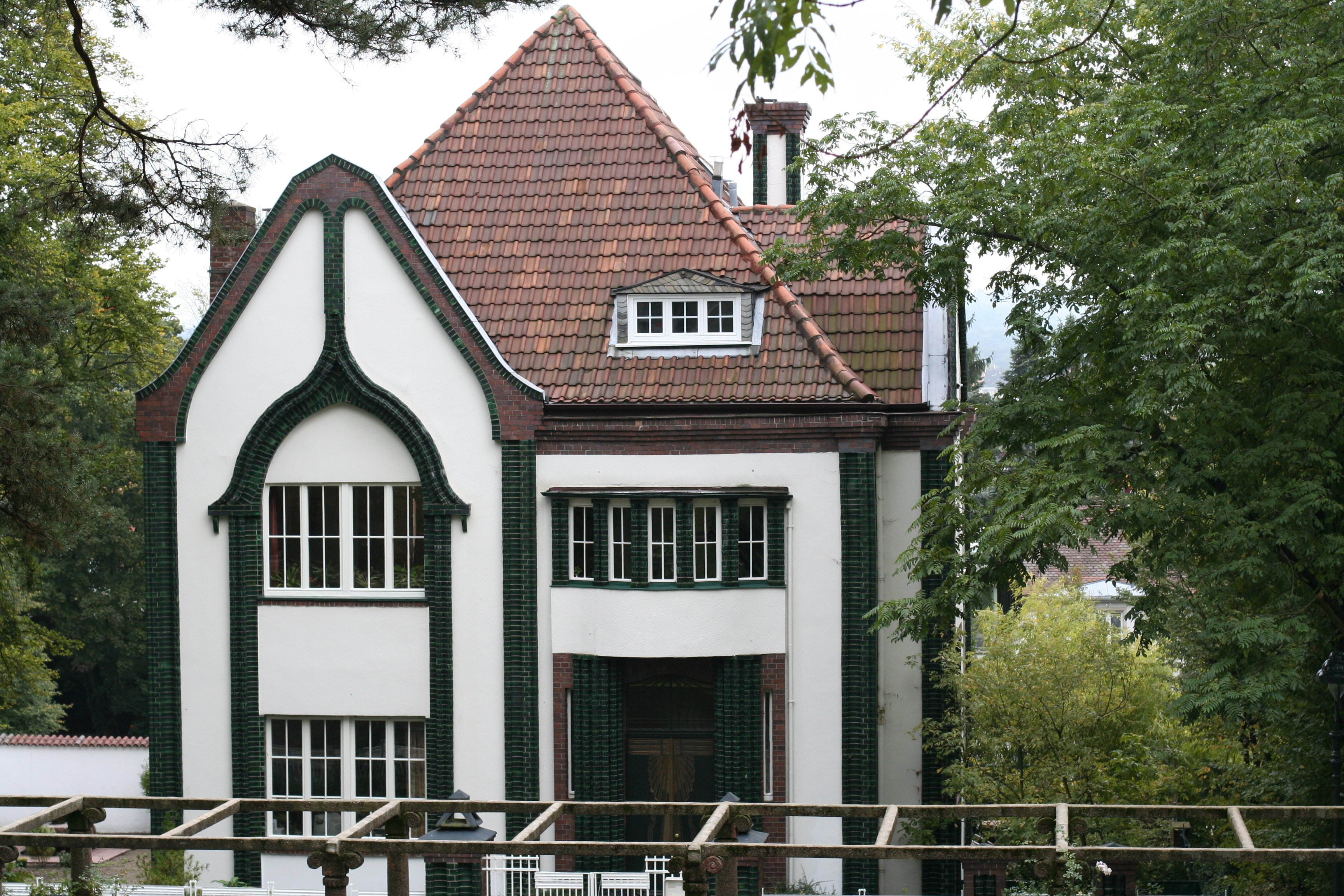
بيت المُصمّمِ بيتر بيهرنس
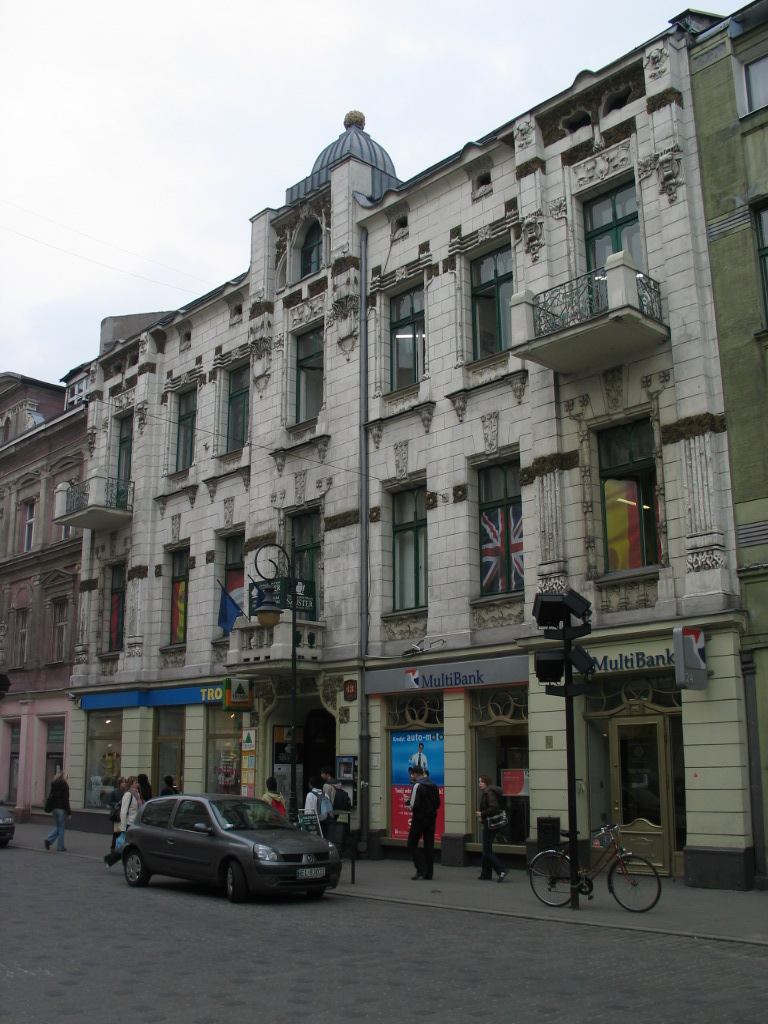
بناية مِن قِبل جوستاو لانداو جوديندغير
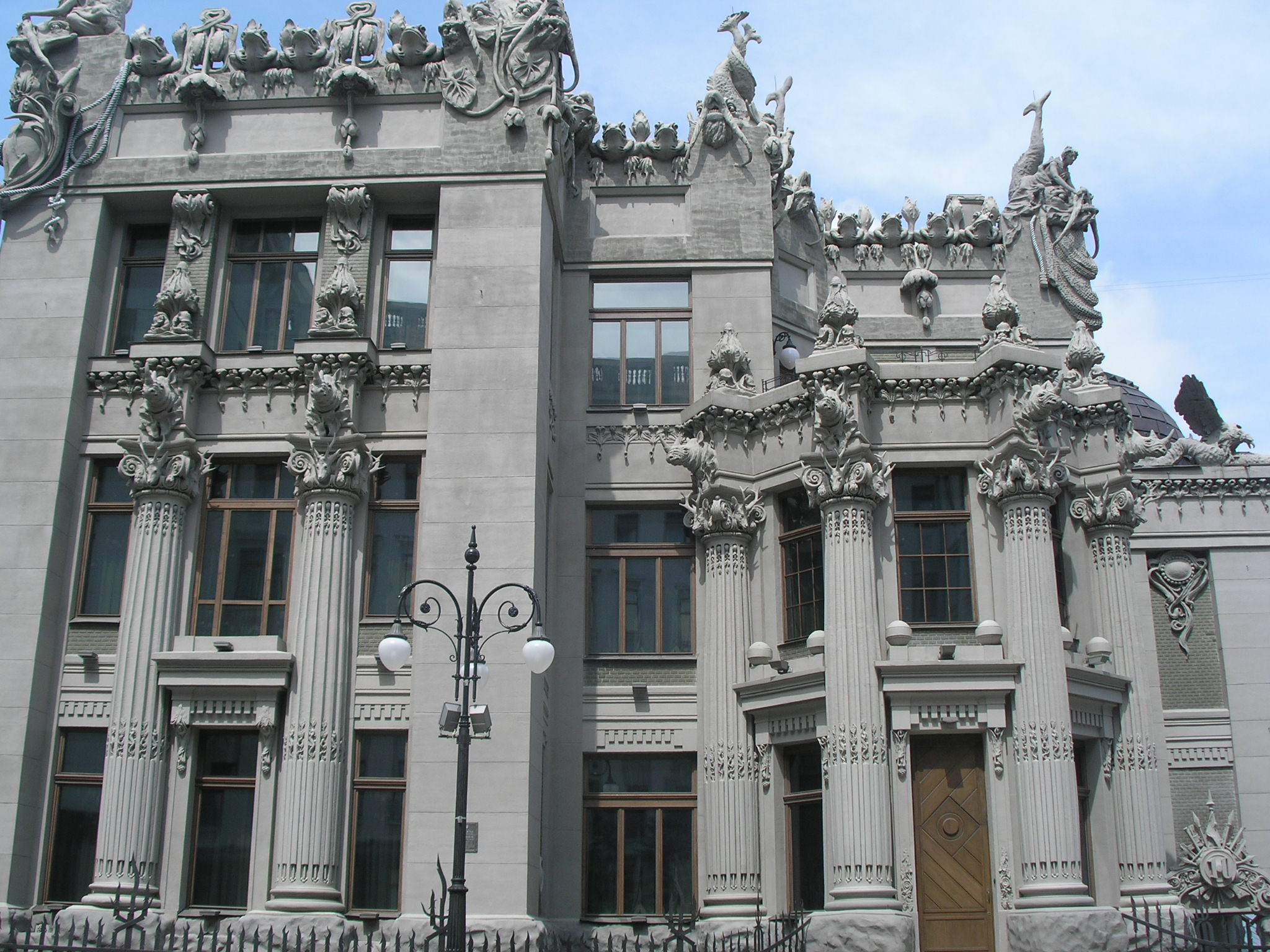
منزل في كييف مِن قِبل فلاديسلاف غوروديتسكى.
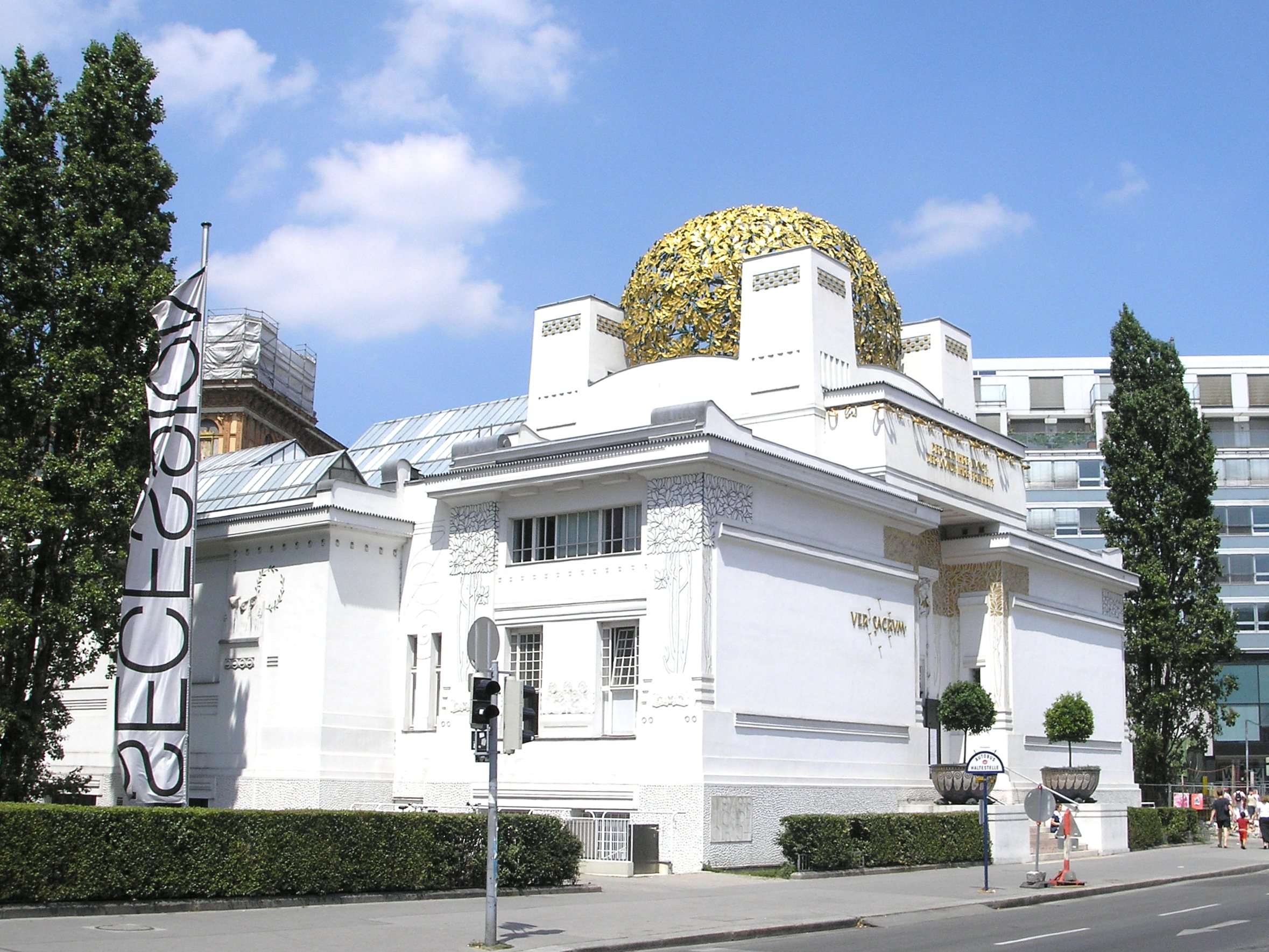
مبنى الانشقاق فينا

- إيميليه أندريه (1871-1933)
- جافريل بارانوفسكى (1860-1920)
- بيتر بيهرينس (1868-1940)
- جورجيس بيت (1868-1955)
- بول تشاربونيير (1865-1953)
- أنتوني جاودى (1852-1926)
- هيكتر جيومارد (1867-1942)
- بول هانكر (1859-1901)
- جوزيف هوفمان (1870-1956)
- فيكتور هورتا (1861-1947)
- تشارلز ريني ماكينتوش (1868-1928)
- لويس سوليفان (1856-1924)
- يوجين فالين (1856-1922)
- هنري فان دي فيلدي (1863-1957)
- أوتو واجنر (1841-1918)
- وليام وولكوت (1874-1943)

### الجداريات والفسيفساء
- أنتوني جاودى (1852-1926)
- غوستاف كليمت (1862-1918)
- ألفونس موتشا (1860-1939)
- ميخائيل فروبل (1856-1910)